# Masahiko Inoha
Masahiko Inoha (Miyazaki, Prefectura de Miyazaki, Japó, 28 d'agost de 1985) és un futbolista japonès.

## Selecció japonesa
Masahiko Inoha ha disputat 16 partits amb la selecció japonesa.
El 12 de maig de 2014 s'anuncià la seva inclusió a la llista de 23 jugadors de la selecció japonesa per disputar el Mundial de 2014 al Brasil. Els dorsals van ser anunciats el 25 de maig.